# Real Valle de Laminoria
Real Valle de Laminoria (oficialmente Real Valle de Laminoria/Laminoriako Errege Harana) es un concejo del municipio de Arraya-Maestu, en la provincia de Álava. 

## Aldeas
Está formado por la unión de seis pequeñas localidades:
- Alecha (en euskera y oficialmente Aletxa)
- Arenaza (oficialmente Arenaza/Areatza)
- Cicujano (oficialmente Cicujano/Zekuiano), que es la capital del municipio.
- Ibisate
- Leorza (oficialmente Leorza/Elortza)
- Musitu

## Historia
Antiguamente fue un municipio independiente, hasta que en 1958 se unió con los de Arraya y Apellániz para configurar el actual municipio de Arraya-Maestu.
El valle de Laminoria era señorío del abad de Santa Pía, cuyo monasterio estuvo en el valle hasta su destrucción en el siglo XIX. En 1785 el valle pasó a ser de señorío realengo, del cual deriva su nombre de Real Valle.
Hacia mediados del siglo XIX, el lugar, por entonces con ayuntamiento propio, tenía contabilizada una población de 455 habitantes. Aparece descrito en el décimo volumen del Diccionario geográfico-estadístico-histórico de España y sus posesiones de Ultramar de Pascual Madoz con las siguientes palabras:

LAMINORIA: ayunt. de la prov. de Alava, part. jud. de Salvatierra, c. g. de las Provincias Vascongadas, aud. terr. de Burgos, dióc. de Calahorra: se compone de las v. de Cicujano, Onraita y Boitegui, y de los lug. de Alecha, Arenaza, Ibisate, Igoroin, Leorza y Musitu. sit. al SO. de la cap. del part. en el real valle de Laminoria, disfruta de clima frio, siendo sus enfermedades mas comunes las afecciones de pecho. La casa de ayunt. está unida á la ermita de Sto. Toribio en Cicujano. Sobre escuelas, iglesias, cementerios y fuentes, véanse las descripciones de los pueblos que constituyen la municipalidad. El térm. se esteinde 2 leg. de N. á S. y lo mismo de E. á O., y confina N. el de Iruraiz; E. los montes de Andia y Encia; S. los ayunt. de Antoñana y Apellaniz, y O. el de Arraya: dentro de esta circunferencia y térm. de Onraita, existe el desp. de Donas. El terreno es de mediana calidad; le baña y fertiliza el r. Ega, cuyo brazo principal tiene aqui su nacimiento: hay varios montes y dehesas con buenos pastos. Los caminos dirigen á los pueblos limítrofes y se hallan en regular estado. El correo se recibe de maestu. prod.: trigo, centeno, cebada, avena, yeros, alolbas, habas, lentejas, maiz, patatas y hortalizas; cria ganado de todas clases, siendo preferido el caballar; hay bastante caza, y pesca de ricas truchas, chipas, cangrejos, loinas y anguilas. ind.: varios molinos harineros. pobl.: 72 vec., 455 alm. riqueza y contr. (V Salvatierra. part. jud.)
(Madoz, 1847, p. 56)

## Demografía
| Gráfica de evolución demográfica de Laminoria entre 1842 y 1950 |
| |
| Población de derecho según los censos de población del INE Población de hecho según los censos de población del INEEntre el censo de 1960 y el anterior, este municipio desaparece porque se agrupa en el municipio 01037 (Maestu) |

| Gráfica de evolución demográfica de Real Valle de Laminoria entre 2000 y 2023 |
|                                                                               |
| Población de derecho según los censos de población del INE.                   |

## Cultura

### Patrimonio material
Son varias las iglesias del valle que tienen cierto interés; la iglesia románica de San Esteban en Alecha; la iglesia parroquial de Cicujano, que posee un ventanal prerrománico y una portada románica que fue ampliada en el gótico y remodelada en el siglo XIX; la iglesia románica de Santa Eufemia en el pueblo de Leorza o la iglesia de San Martín de Musitu construida en el siglo XIII.

### Patrimonio inmaterial
Cada pueblo del valle celebra sus fiestas patronales; las de Arenaza el 28 de agosto por San Agustín, las de Cicujano el 29 de agosto por San Juan Degollado, las de Leorza el 16 de septiembre por Santa Eufemia, las de Musitu el 11 de noviembre por San Martín y finalmente las de Alecha e Ibisate el 26 de diciembre por San Esteban.